# Отношения Бангладеш и Папуа — Новой Гвинеи
Двусторонние отношения между Бангладеш и Папуа — Новой Гвинеей были официально начаты в 1981 году.

## Социального развития
Бангладеш оказывает помощь Папуа — Новой Гвинее в осуществлении программ микрофинансирования, которые широко распространены в Бангладеш для сокращения масштабов нищеты и создания рабочих мест.

## Экономическое сотрудничество
Бангладеш и Папуа — Новая Гвинея всячески стремятся к расширение двустороннего экономического сотрудничества между двумя странами. Продажа бангладешских фармацевтических препаратов и одежды в Папуа — Новую Гвинею имеют огромный потенциал. Папуа — Новая Гвинея также проявила интерес к использованию рабочих из Бангладеш в области геологоразведки и строительных работ. Страна также заинтересована в стажировке учителей в колледжах Бангладеш.